# Kazushito Manabe
Kazushito Manabe, född 12 oktober 1958 i Niihama, är en japansk före detta tyngdlyftare.
Manabe blev olympisk bronsmedaljör i 52-kilosklassen i tyngdlyftning vid sommarspelen 1984 i Los Angeles.